# Bezange-la-Grande
Bezange-la-Grande è un comune francese di 179 abitanti situato nel dipartimento della Meurthe e Mosella, nella regione del Grand Est.

## Società

### Evoluzione demografica
Abitanti censiti